# ベルトルト5世
ベルトルト5世（独：Berthold V, Bertold V, Berchtold V、1160年 - 1218年2月18日）は、ツェーリンゲン公で、同じくツェーリンゲン公であった父ベルトルト4世とハイルヴィヒ・フォン・フローブルクの間の子。1218年2月18日にフライブルク・イム・ブライスガウにて死去。

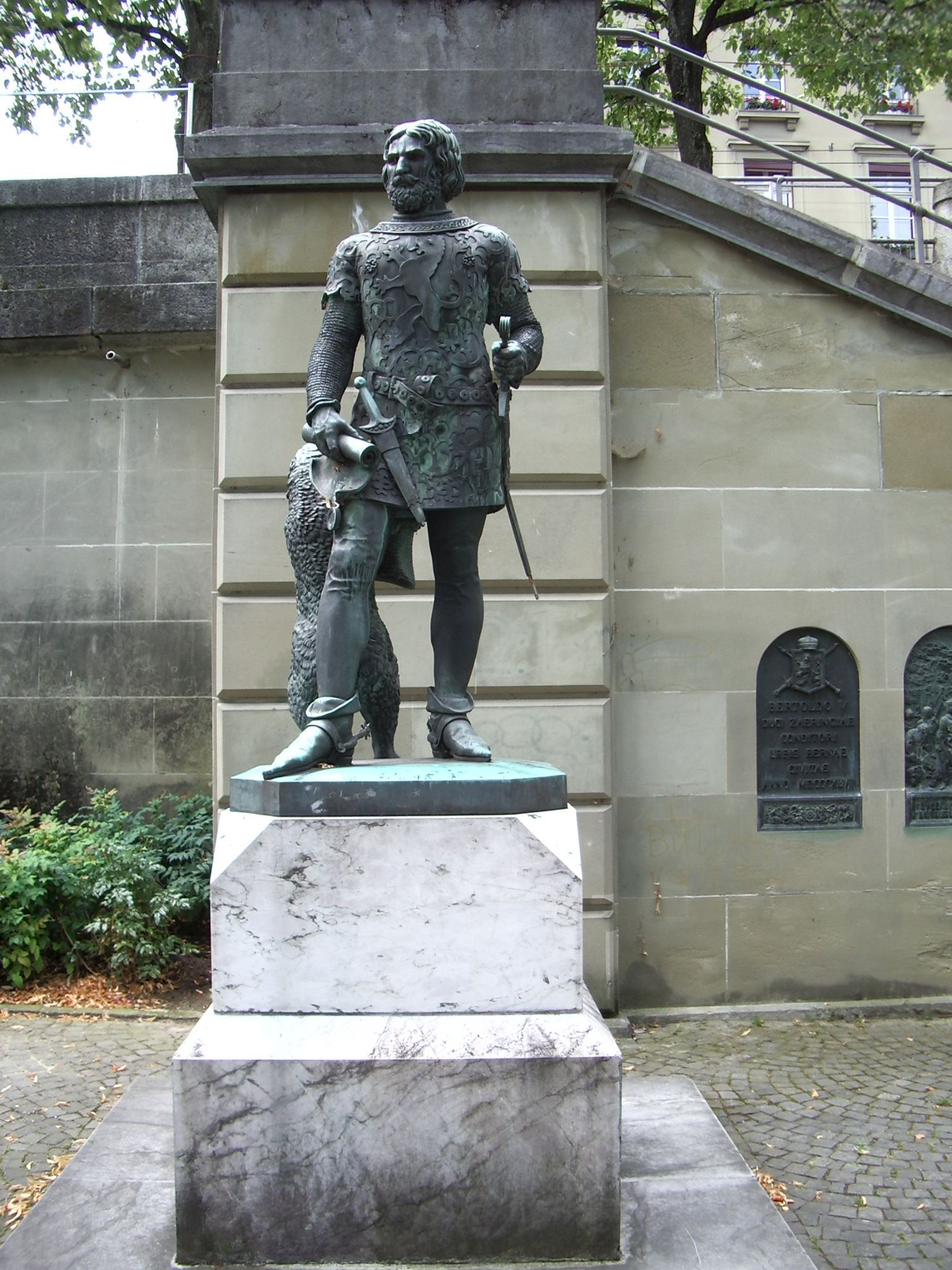
ベルンにあるベルトルト5世の像

## 生涯
ベルトルトが父ベルトルト4世の跡を継いだのは、1186年であった。すぐにブルグント国の豪族の勢力を削ぎ、ベルナー・オーバーラントとルツェルンを押えた。それにより、1191年にはトゥーン市を拡張し、ベルン市を開いて、拡大主義政策の中心地とした。しかし、1211年の第一次ウルリヒェン紛争では、ヴァレー州に進出することができなかった。同年10月19日にハウトクレート修道院で調印された和平協定では、上ヴァレー地方の宗主権をサヴォイア家に認めざるを得なかった。
神聖ローマ帝国皇帝ハインリヒ6世が1198年に死去すると、ベルトルト5世は次期皇帝の候補となる。その際、支持を取り付けるために、自身の甥をケルン大司教（ケルン選帝侯）とトリーア大司教（トリーア選帝侯）に人質に出した。しかし、ブラウンシュヴァイクに居を置いたヴェルフ家の神聖ローマ皇帝オットー4世に対する対立王であったホーエンシュタウフェン家のシュヴァーベン大公フィリップに多数が票を投じたことを知ると、候補を辞退し、その代償としてツェーリンゲン領に合併する形でオルテナウ、ブライスガウ、シャフハウゼン、ブライザッハおよび全聖修道院という現在のドイツ南部からスイス北部に至る領土の割譲と、銀3,000マルクを得た。のちにローマ教皇職を辞退する甥のコンラート・フォン・ウラッハは、ベルトルト5世の保護下に置かれた。同年、反乱を起こしたブルグント貴族らと衝突したことが、フライブルクの門に刻まれている。

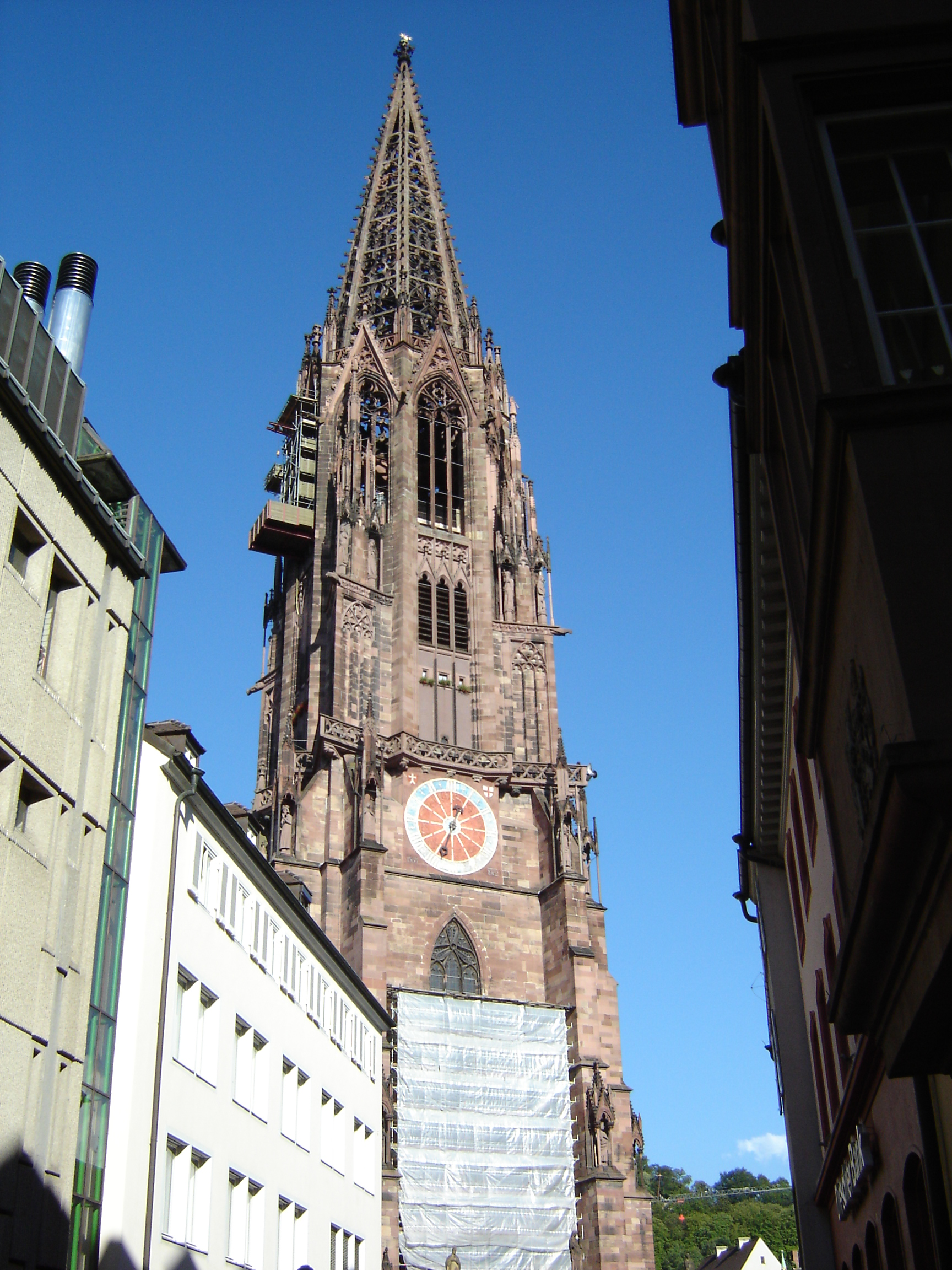
フライブルク・ミュンスター

1200年に、フライブルク市教区の教会の再建を開始した。当初はロマネスク様式で工事が進められたが、ベルトルト5世没後の1240年頃からはゴシック様式で工事が行われ、1360年に聖歌隊席を除いて完成し、聖歌隊席はさらに150年の工事を経て完成した。美しい尖塔を有し、現在はフライブルク・ミュンスターとして知られている。
オーソンヌ伯エティエンヌ3世の娘であるクレマンスとの間に息子ベルトルトがいたが、1216年に父より早く亡くなった。これにより、1218年にベルトルト5世が亡くなると、ツェーリンゲン家の男系は断絶した。ツェーリンゲン家の土地は一部は王家に返還され、一部は皇帝直属となり、その他はウラッハ家（フライブルク伯家）や、キーブルク家、シュヴァーベンのフュルステンベルク家に分割された。